# Арабеска (филм)
Арабеска (енгл. Arabesque) је амерички хумористички шпијунски трилер филм Стенлија Донена из 1966. године. У филму глуме Грегори Пек и Софија Лорен.
Када се открије завера против истакнутог блискоисточног политичара, Дејвид Полок (Грегори Пек), професор древних хијероглифа на Оксфордском универзитету, бива ангажован да помогне у разоткривању шеме. Полок мора да пронађе информације за које се верује да су у хијероглифском коду и такође мора да се бори са мистериозним човеком по имену Бешраави (Алан Бадел). У међувремену, Бешраавијева прелепа љубавница, Јасмин Азир (Софија Лорен), изгледа спремна да помогне Полоку - али да ли је она заиста на његовој страни?

## Радња
Током тајне мисије, Слоун (Џон Меривал) убија професора Рагиба (Џорџ Кулурис), стручњака за хијероглифе са Универзитета Оксфорд, и краде шифровану поруку. Слоун мења свој план и пита професора Дејвида Полока (Грегори Пек) да је пренесе, колега види нешто чудно и одбија понуду, али након што је приморан да уђе у Ролс-Ројс Фантом IV, где су премијер једне земље Блиског истока Хасан Јена (Карл Дуеринг) и његов амбасадор у Великој Британији, Мохамед Луфти (Харолд Каскет) ставили толики притисак на њега да он одлучује да прихвати.
У милионерској вили, Бешрави жели да Дејвид дешифрује натпис, али његова девојка, Јасмин Азир (Софија Лорен), га упозорава: чим реши загонетку, Бешрави ће га убити. Испоставило се да је Бешрави, Слоунов шеф. Дејвид опрезно сакрива натпис у омоту слаткиша и бежи од Бешравија претварајући се да је Јасмин његов талац, а у ствари су се спријатељили. Насилник по имену Мустафа (Лери Тејлор) јури их до зоолошког врта, да би га убио лажни инспектор Вебстер (Данкан Ламонт) који је потом онесвестио Дејвида.
Дејвид се буди у комбију са Вебстером, Јасмин и још једним од оних који траже шифру, Јусефом Касимом (Кијерон Мур). Дејвид види да је његова торба са слаткишима у комбију и успева да превари Јусефа који га ослобађа, избацујући га из возила.
Следећег дана Јасмин проваљује у Дејвидов стан и говори му да је приморана да ради за Јусефа јер он држи њену мајку и сестре као таоце.
Дејвид и Јасмин откривају да Вебстер игра за обе стране. Прате га до трка у Аскоту и виде да носи кесу са слаткишима не слутећи да је у њој шифра. После свађе одводе га.
Дејвид прави копију шифре и шаље оригинални папир себи и посећује госпођу Рагиб (Малија Напи) која прегледа једну од копија и љутито је поцепа, упозоравајући га да је веома опасна. Упозорава га и да Јасмин нема мајку ни сестре, она је ћерка пучиста.
Те ноћи Дејвид, осећајући се превареним, одлучује да плати Јасмин сопственим новчићем и каже јој да је дешифровао поруку, она му верује и убрзо након што је Јусеф покушао да је убије помоћу лопте за уништавање, али он то тако лоше подноси да је завршио погођен струјом.
Дејвид коначно открива да арабеска ништа не значи и да све што она чини је да сакрије микрофилм који упозорава на предстојеће убиство Хасана Јена.
Јасмин види у вестима да је Јена управо слетео на аеродром, они трче тамо само да виде да су поново преварени: то је лажни Јена, који завршава мртав.
Бешрави је киднаповао правог Јену на фарми, пар га ослобађа и њих троје беже на коњима док их Бешрави и Слоун јуре хеликоптером. Када су на мосту Крамлин, Дејвид изазива да мердевине падну на роторе хеликоптера који се сруши, убивши двојицу зликоваца. Дејвид и Јасмин се на крају забављају у Оксфорду.